# Plaça Gala i Dalí (Figueres)
Plaça Gala i Dalí és una plaça de la ciutat i municipi de Figueres (Alt Empordà) inclosa en l'Inventari del Patrimoni Arquitectònic de Catalunya.

## Descripció
Plaça situada a davant del Teatre Museu-Dalí, antic teatre municipal, en ple centre històric de la ciutat. Plaça formada per dos espais: plaça de planta quadrada entre dos edificis d'en Roca i Bros amb façana lateral del teatre i posterior de la Casa Romaguera. El tercer costat presenta una entrada a la plaça per esglaons, a partir de dos cossos adjunts, de cada un d'ambdós edificis. Hi ha una altra entrada entre el lateral de la Casa Romaguera i l'edifici adjunt a l'església de Sant Pere. El quart costat format pel lateral de l'església de Sant Pere, dona accés al segon espai davant del Museu, de planta rectangular.

## Història
Actualment la plaça funciona com a prolongació del Museu, Dalí, a partir de la temàtica de les obres d'art, elements ornamentals, que trobem tant a la plaça com a les façanes del Teatre.Cal considerar que anteriorment la plaça era denominada: plaça del peix, ja que alguns dels baixos de la casa Romaguera eren emprats com a Peixateries.